# Mark polonais

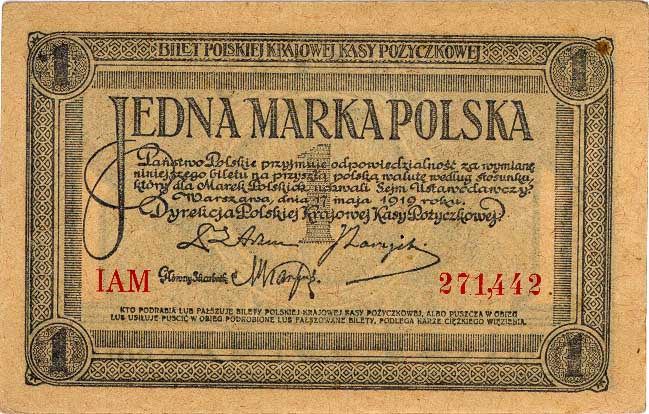
1 mark polonais de 1919.

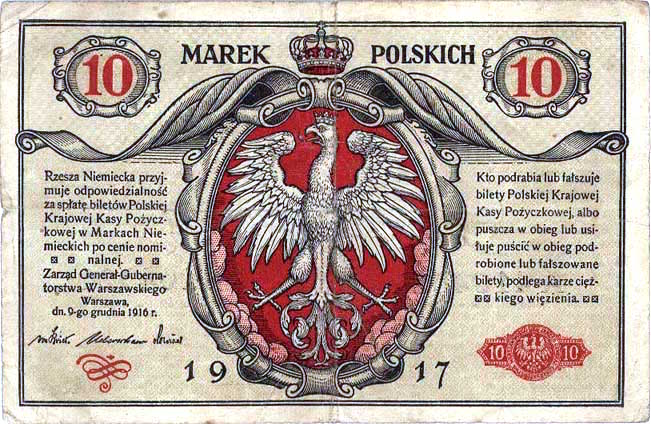
10 mark polonais de 1917.

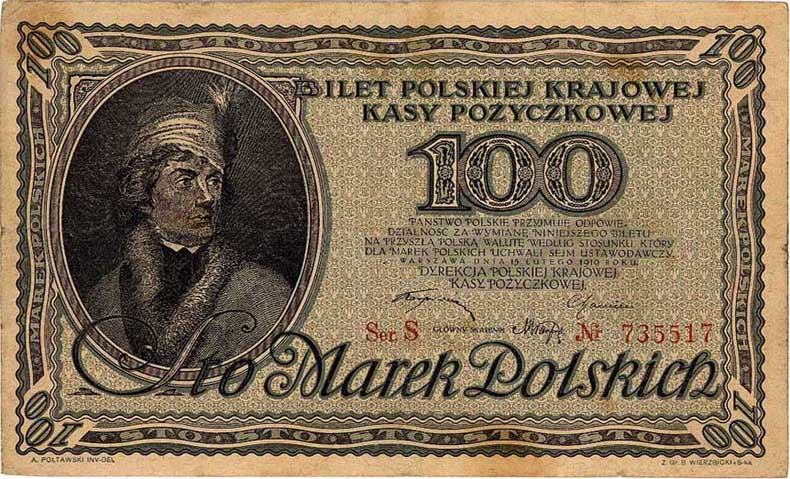
100 marks polonais de 1919.

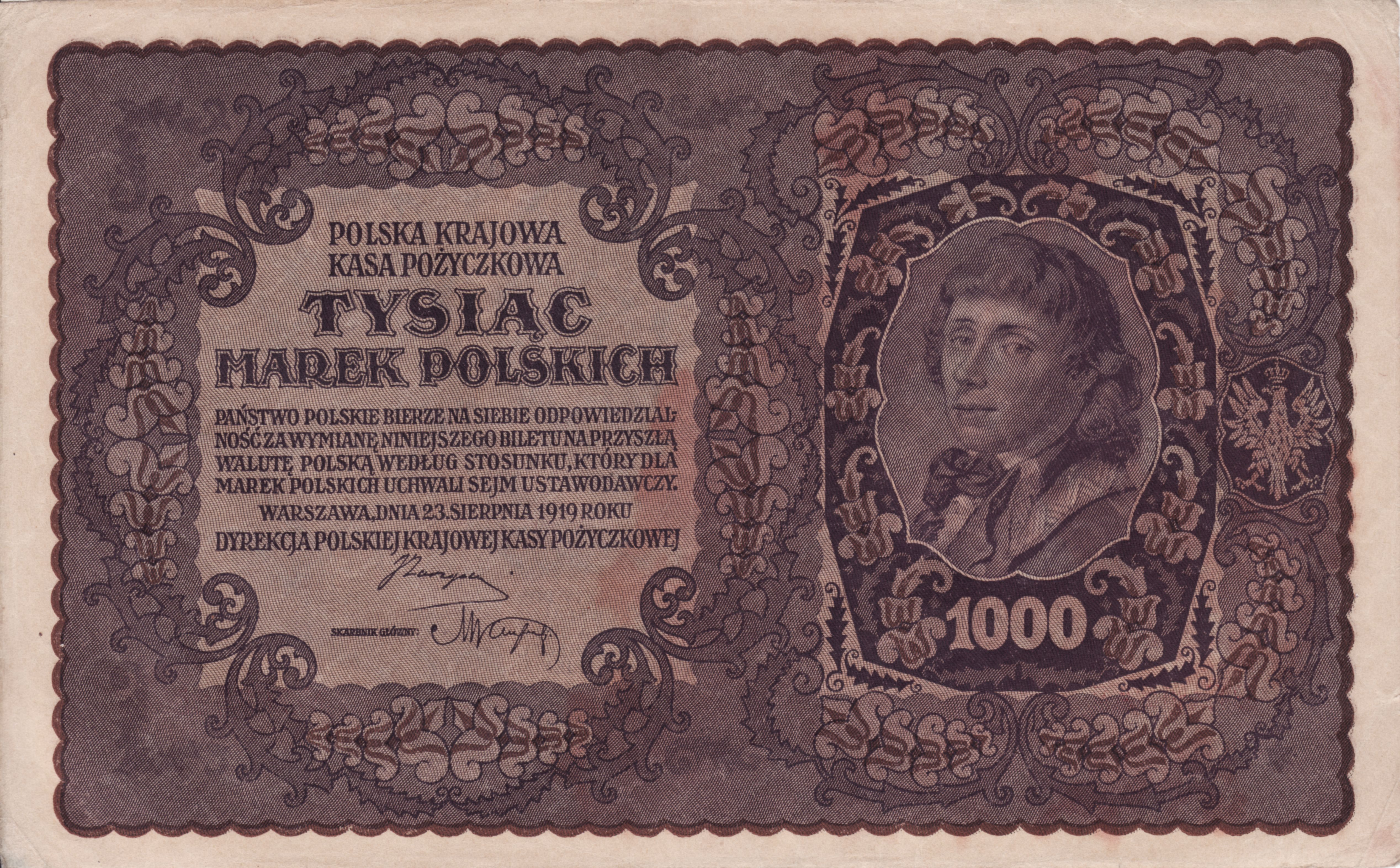
1000 marks polonais de 1919.

Le mark polonais (en polonais : Marka polska) est la devise ayant eu cours légal dans les territoires soumis à l'autorité du Gouvernement général de Varsovie (partie du Royaume du Congrès annexée à l'Empire allemand) à partir du 9 décembre 1916, puis dans la Deuxième République de Pologne. Suite de la réforme monétaire entreprise par Władysław Grabski le 29 avril 1924, le mark polonais fut remplacé par le złoty.

## Monnaie officielle de la Pologne occupée
Le mark polonais fut mis en circulation le 9 décembre 1916 par le Général Hans von Beseler, alors Gouverneur général de Varsovie. Emis par le Fonds de prêt national polonais (en polonais : Polska Krajowa Kasa Pożyczkowa — PKKP), le mark polonais devint à partir du 26 avril 1917 la seule devise acceptée sur le territoire du Gouvernement général de Varsovie.

## Monnaie de la Pologne indépendante
Le mark polonais fut déclaré monnaie officielle de la Deuxième République de Pologne à partir du 15 janvier 1920.
En 1924, le złoty fut réintroduit pour lui succéder, s'échangeant alors au cours de 1 złoty = 1 800 000 marks polonais.